# Raja Koduri
Raja Koduri (* 31. srpna 1968) je indicko-americký počítačový inženýr zabývající se vývojem grafických karet. Během kariéry pracoval pro firmy jako je Apple, AMD, kde pracoval na kartách Radeon Vega, nebo Intel, kde během pěti let vytvořil divizi grafických karet s cílem vytvořit silnou konkurenci pro vedoucí hráče v oboru grafických karet – AMD a NVIDIA.